# Campanula albanica
Campanula albanica är en klockväxtart som beskrevs av Johanna A. Witasek. Campanula albanica ingår i släktet blåklockor, och familjen klockväxter.

## Underarter
Arten delas in i följande underarter:
- C. a. albanica
- C. a. sancta